# Nyctemera seychellensis
Nyctemera seychellensis là một loài bướm đêm thuộc phân họ Arctiinae, họ Erebidae.